# Günther Weisenborn
Günther Weisenborn, född 10 juli 1902 i Velbert, död 26 mars 1969 i Berlin, var en tysk författare. Under andra världskriget var han aktiv motståndsman mot nationalsocialisterna och stödde gruppen Röda kapellet. Hans böcker var under denna tid förbjudna.